# Helmichis
Helmichis (Helmegis) fou un efímer rei longobard, germà de llet de Alboí. Era spatharius (portador d'armes) del rei i probablement amant de la reina Rosamunda. Segons Pau el Diaca la reina Rosamunda va ordir un complot per matar el seu marit del que Helmichis va ser part; Rosamunda va reclutar també al cubicularius (cambrer de llit) del rei, Pereteu (Peritheus), després d'haver-lo seduït. Quan es va retirar Alboí a fer migdiada el 28 de juny del 
572, Pereteu va tenir cura de deixar la porta oberta i sense vigilància, i emportant-se l'espasa del rei al que així deixava indefens; quan es va adormir segons Pau el Diaca, Pereteu va entrar a l'habitació amb els seus còmplices i el van matar, però realment Pereteu no fou l'assassí, només l'instigador.
Pereteu figura en el relat de Pau el Diaca en el paper principal, però realment el seu paper hauria estat diferent i en tot cas no fou l'assassí. Walter Goffart veu Pereteu no com un personatge històric, sinó com un personatge al·legòric: s'observa una similitud entre el nom Pereteu i peritus paraula llatina, que significa "perdut", i seria una representació dels longobards que van entrar al servei de l'Imperi Romà d'Orient.
Helmegis després de la mort del seu rei, va intentar usurpar el tron, i es va casar amb Rosamunda, que tenia el suport dels guerrers gèpids. Però els longobards fidels a Alboí es van revoltar a Ticinum i van proclamar rei al duc Clef. El pànic es va apoderar de Rosamunda i Helmichis, i la reina va enviar un missatge de socors a Flavi Longí, prefecte (governador militar) de Ravenna, que ràpidament va enviar un vaixell a buscar-los. Longí va quedar encantat amb el missatge, que li va permetre rebré a la reina, el rei, la filla d'Alboí Aldsuinda i el tresor longobard. Els conspiradors van fugir de nit en el vaixell romà d'Orient i es van refugiar a Ravenna.
No gaire temps després Helmichis i Rosamunda es van barallar i es van acabar matant entre ells.